# Pavel Ivanovič Abramidze
Pavel Ivanovič Abramidze (rusko Павел Ивлианович Абрамидзе), sovjetski general, * 19. marec 1901, † 3. april 1989, Tbilisi.

## Življenjepis
Med drugo svetovno vojno je poveljeval naslednjim enotam: 72. strelska divizija (1940-41) in 72. gorska strelska divizija (1941).
Leta 1941 je bil zajet in do konca vojna je bil v nemškem vojnem ujetništvu.
Upokojil se je leta 1949.